# HMAS Florrie
HMAS „Florrie” – okręt pomocniczy należący do Royal Australian Navy w okresie II wojny światowej.

## Historia
Lugier „Florrie” został zarekwirowany przez RAN 18 lutego 1942. Okręt mierzył 15,8 metrów długości i 4,2 metry szerokości.
W źródłach okręt określany jest mianem lichtugi bądź transportowca torped (torpedo carrier bądź torpedo lugger).
Po zakończeniu wojny okręt został sprzedany w grudniu 1945.